# Malungs Bryggeri
Malungs Bryggeri var ett bryggeri vars huvudkontor var beläget i Malung. Bryggeriet startade sin verksamhet år 2000. Den första produkten ut var ölet Sälen Lust, som till stor del såldes i sälenfjällen med ett motto av korvsäljaren Vild-Hasse från Malung "När hemska faror står på lur, drick en lust – den skapar tur. Men lyckans färd blir aldrig lång, ta två, ta tre och du är igång". Något år senare gjorde man även cider. Munkbo Ångbryggeri bryggde företagets drycker.
Den 10 juni 2003 försattes Malungs Bryggeri i konkurs av Mora tingsrätt.